# 古賀高爾夫場前站
33°43′27.2″N 130°27′16.8″E / 33.724222°N 130.454667°E

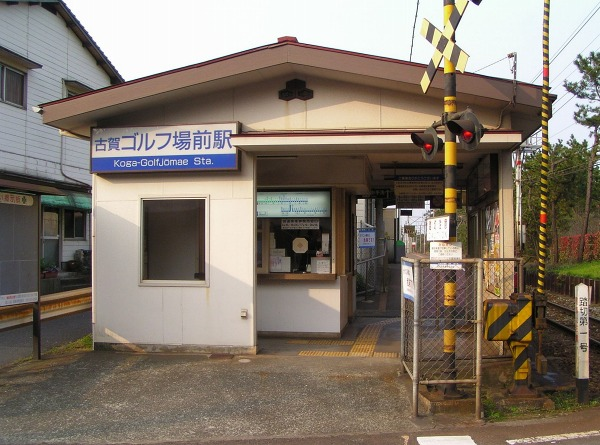
古賀高爾夫場前站（2007年3月21日）

古賀高爾夫場前站（日语：古賀ゴルフ場前駅）是曾經存在於福岡縣古賀市日吉, 西日本鐵道宮地岳線的廢站。1958年10月啟用。2007年4月1日, 廢止。

## 外部連結
- 古賀ゴルフ場前駅 （页面存档备份，存于） - 西日本鉄道株式会社（日語）